# Rosalia laeta
Rosalia laeta är en skalbaggsart som beskrevs av Auguste Lameere 1887. Rosalia laeta ingår i släktet Rosalia och familjen långhorningar.
Artens utbredningsområde är Myanmar. Inga underarter finns listade i Catalogue of Life.